# Durometrul Shore

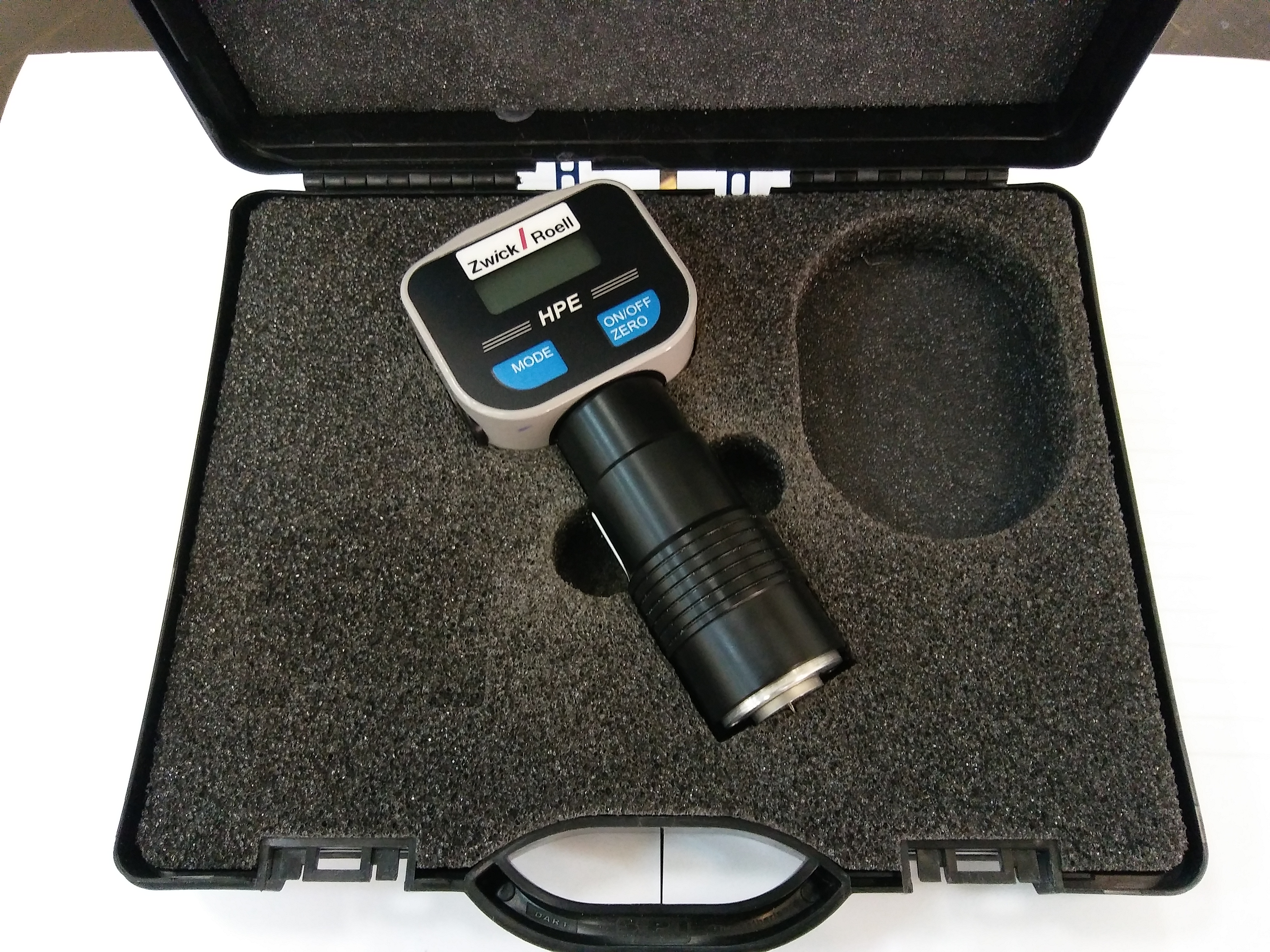
Durometru Shore

Durometrul Shore este un dispozitiv pentru măsurarea durității unui material, de obicei a polimerilor. Se măsoară duritatea unor materiale plastice, a pieilor și a lemnului.

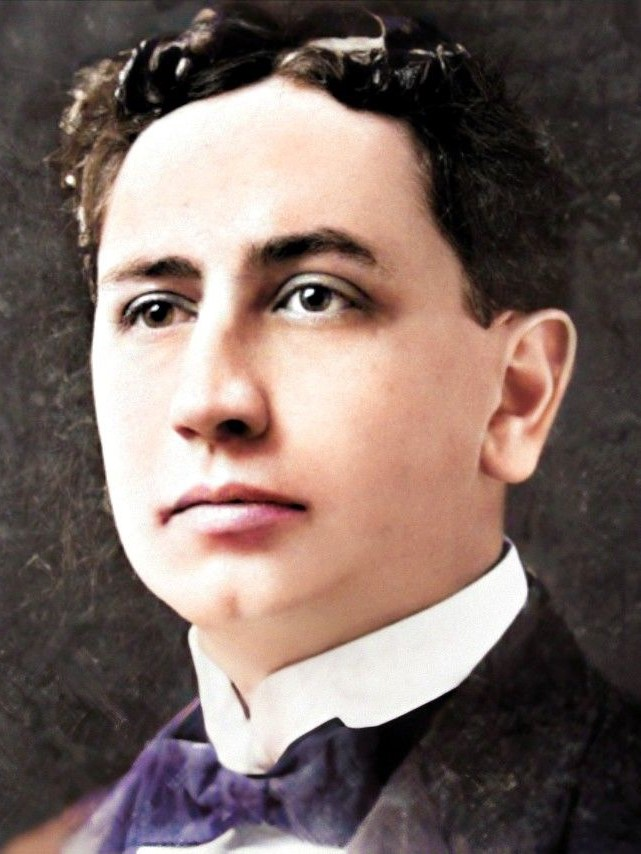
Albert-Ferdinand Shore

Numerele mai mari pe scară indică o rezistență mai mare la indentare și, prin urmare, la materiale mai dure. Numerele mai mici indică mai puțină rezistență și materiale mai moi. Termenul este folosit și pentru a descrie evaluarea unui material pe o scară, ca de exemplu un obiect are o duritate Shore D de 90.
Scara a fost definită de Albert Ferdinand Shore, care a dezvoltat un dispozitiv adecvat pentru măsurarea durității în anii 1920. Nu a fost nici primul tester de duritate, nici primul care a fost numit durometru (ISV: duro- și -meter; atestat din secolul al XIX-lea), dar astăzi acest nume se referă de obicei la duritatea Shore; alte dispozitive folosesc alte măsuri, care dau rezultate corespunzătoare, cum ar fi pentru duritatea Rockwell.

## Scale de durometru
Există mai multe scale de durometru, care sunt folosite la materiale cu proprietăți diferite. Cele mai comune două scale, folosind sisteme de măsurare ușor diferite, sunt cântarele ASTM D2240 tip A și tip D. Scara A (Shore A) este pentru cele mai moi, în timp ce scara D (Shore D) este pentru cele mai dure. 
Cu toate acestea, standardul de testare ASTM D2240-00 necesită 12 scale in total, în funcție de utilizarea prevăzută: tipurile A, B, C, D, DO, E, M, O, OO, OOO, OOO-S și R. Fiecare scară are ca rezultat o valoare între 0 și 100, valorile mai mari indicând un material mai dur.
Cadranul durometrului este gradat în grade SHORE de la 0 la 100, de la moale la dur.

## Metoda de măsurare
Măsurarea se bazează pe deformarea unui arc în funcție de o deplasare cunoscută. Prin urmare, calitatea arcului determină calitatea dispozitivului. Această adâncime depinde de duritatea materialului, de proprietățile sale vâscoelastice, de forma piciorului presor și de durata testului. 
Durometrele ASTM D2240 permit o măsurare a durității inițiale sau a durității de indentare după o anumită perioadă de timp. Testul de bază necesită aplicarea forței într-o manieră consecventă, fără șocuri și măsurarea durității (adâncimea indentării). Dacă se dorește o duritate cronometrată, se aplică forță pentru timpul necesar și apoi se citește. 
Materialul testat trebuie să aibă o grosime de minim 6 mm (0,25 inci). Contextul teoretic al testului este luat în considerare în Stoßprobleme in Physik, Technik und Medizin de Grundlagen und Anwendungen.